# Afronycteris nanus
Afronycteris nanus es una especie de murciélago de la familia Vespertilionidae.

## Distribución geográfica
Se encuentra en África subsahariana  incluyendo Madagascar.